# Zegelring

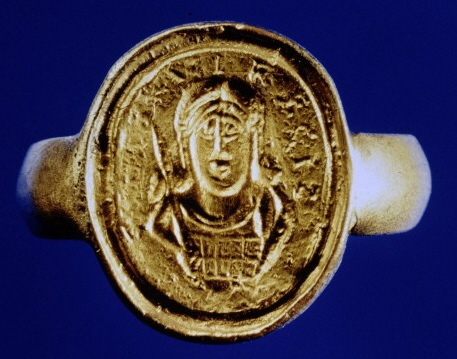
Zegelring van de Frankische koning Childeric

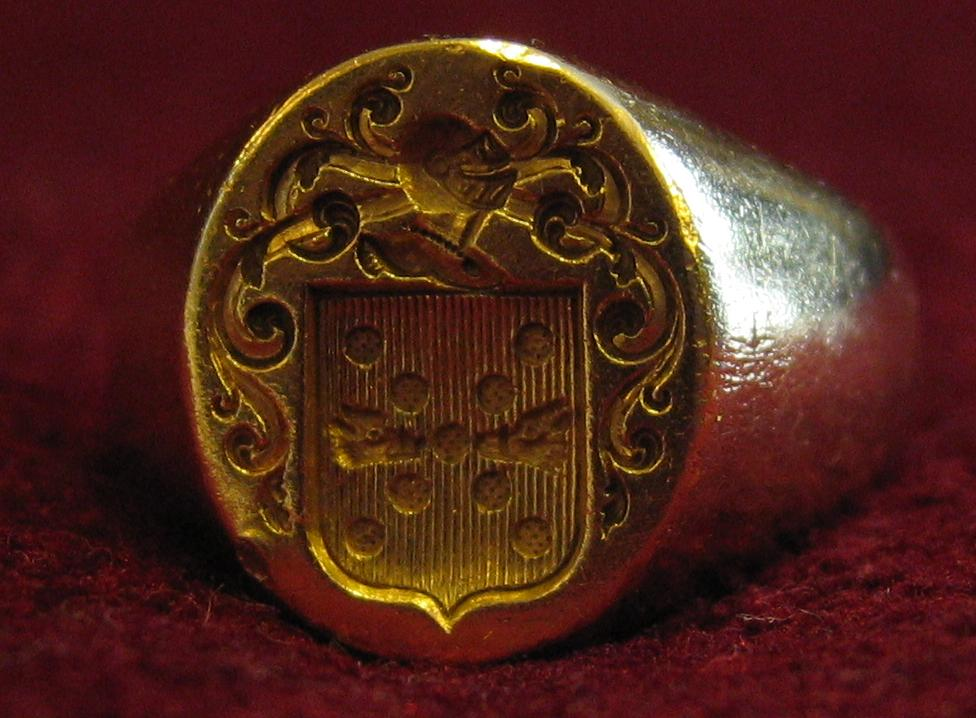
Zegelring naar Frans model. In het Verenigd Koninkrijk opteert men veelal voor een soortgelijk maar met enkel een gravure van het helmteken en de wrong.

Een zegelring is een ring die aan de rugzijde voorzien is van een gravure. Deze is aangebracht in het edelmetaal van de ring of in een in de ring gezette steen. De gravure kan gebruikt worden om een afdruk te maken in zegellak, teneinde een document (of ander te verzegelen object) van een lakzegel te voorzien. Traditioneel (en functioneel) wordt de gravure in spiegelbeeld aangebracht. Het verdiept aanbrengen van een afbeelding in een edelsteen heet intaglio. Als de afbeelding niet in een steen maar in het edelmetaal wordt gezet, heet dit een gravure.
Het dragen van een zegelring (in het Frans: une chevalière, van het woord chevalier dat ridder betekent) is een lang bestaande traditie bij vooraanstaande geslachten in Europese en sommige andere culturen. In Frankrijk, Nederland en Duitsland wordt de ring gedragen om de ringvinger van de linkerhand, in Zwitserland om de ringvinger van de rechterhand. In Nederland is het voorts goed gebruik dat de drager van de ring zijn ring zo draagt dat hij het wapen van zich af draagt, zodat de afbeelding in de vloeibare lak afgedrukt rechtop staat. In andere landen wordt de zegelring ook aan de pink van de linker- of rechterhand gedragen, zo is het in Engeland vast gebruik dat men een massief gouden ring (doorgaans van 9 of 18 karaat, waarvan de laatste het populairst) op de pink van de linkerhand draagt met daarop louter het helmteken en wrong (crest respectievelijk torse) en dat het helmteken naar de gebruiker toe wordt gedragen, een voorbeeld hiervan betreft Z.M. Koning Charles III. 
In Nederland worden zegelringen met familiewapens veelal, maar niet uitsluitend, nog gedragen door families van adel of van het patriciaat; vele families die niet behoren tot de adel of patriciaat - maar die veelal tot de betere kringen behoren - kennen eveneens deze traditie. Het betreft vaak kostbare gouden ringen die vaak al generaties meegaan. Bij mannen wordt in de regel het gehele familiewapen in de ring gegraveerd. Ongetrouwde vrouwen hebben het wapen in een ruit staan, getrouwde vrouwen soms in een ovaal schild; op het wapenschild na hoort traditioneel bij vrouwen niets anders te worden opgenomen in de zegelring, de gedachte hierachter is dat een helm door een vrouw niet gedragen werd. Wel ziet men dat bij vrouwen soms het helmteken eveneens wordt opgenomen in de zegelring, dit is vanuit de traditie bezien echter onjuist. In de heraldiek gelden bepaalde conventies. Het dragen van een ring met een familiewapen dat niet aan de heraldische gebruiken voldoet of het voeren van een geüsurpeerd (oftewel toegeëigend) wapen geldt als een faux pas.
In België worden zegelringen veelal gedragen door de adel en hogere bourgeoisie, meestal aan de pink van de linkerhand.
De zegelring van de paus heet de Vissersring.
De Zegelring is de titel van een boek van Willem Frederik Hermans uit 1984.